# جيريمي دي نويجر
جيريمي دي نويجر (بالهولندية: Jeremy de Nooijer) (15 مارس 1992 بفليسنجن في هولندا - ) هو لاعب كرة قدم هولندي في مركز الوسط . شارك مع منتخب كوراساو لكرة القدم. أما مع النوادي، فقد لعب مع سبارتا روتردام وليفسكي صوفيا ونادي الشمال.

## روابط خارجية
- جيريمي دي نويجر على موقع قاعدة بيانات كرة القدم.إي يو (الإنجليزية)
- جيريمي دي نويجر على موقع ناشيونال فوتبول تيمز (الإنجليزية)
- جيريمي دي نويجر على موقع Soccerway.com (الإنجليزية)